# Lambert le lion bêlant
Pour les articles homonymes, voir Lion (homonymie).
Pour plus de détails, voir Fiche technique et Distribution.
Lambert le lion bêlant ou Lambert le lion peureux (Lambert the Sheepish Lion) est un court métrage d'animation réalisé par Jack Hannah pour les studios Disney, sorti au cinéma le 8 février 1952. Il est considéré comme une Silly Symphony non officielle.
Il est sorti[Quand ?] sous le titre Lambert le lion Bêlant qui colle plus à l'histoire et au titre original. 
Lors de sa ressortie en DVD[Quand ?], le film a été entièrement redoublé avec un nouveau titre et des dialogues différents.

## Synopsis
Un lionceau, Lambert, a été délivré par erreur par les cigognes à une brebis. Sa mère l'élève comme son agneau mais il est bêlant et reçoit pour cela les moqueries des autres moutons. Il grandit de plus en plus en étant couard jusqu'au jour où sa mère est attaquée par un loup.

## Fiche technique
- Titre original : Lambert the Sheepish Lion
- Autres Titres[2] :
  - Brésil : Cordeiro, o Leão Medroso
  - France : Lambert le lion bêlant ou Lambet le lion peureux
  - Suède : Det Fåraktiga lejonet
- Série : Silly Symphonies non officielle
- Réalisateur : Jack Hannah
- Scénario : Bill Peet, Ralph Wright, Milt Banta
- Voix : Sterling Holloway (narrateur/Mr. Stork)
- Animation : Eric Larson, John Lounsbery, Don Lusk, Judge Whitaker
- Layout : Yale Gracey
- Décors : Ray Huffine
- Effets d'animation : Dan MacManus
- Producteur : Walt Disney
- Production : Walt Disney Productions
- Distributeur : RKO Radio Pictures
- Format d'image : Couleur (Technicolor)
- Musique : Joseph Dubin
- Son : Mono (RCA Sound System)
- Durée : 8 min
- Langue : (en)
- Pays de production :  États-Unis
- Date de sortie : 8 février 1952[1]

## Voix françaises

### 1erdoublage (date inconnue)
- Maurice Nazil : le narrateur / M. Cigogne

### 2edoublage (1996)
- Teddy Bilis : le narrateur / M. Cigogne
- Annabelle Roux, Zaïra Benbadis et chœurs : Les agneaux
- Claude Chantal : La brebis mère de Lambert
- Patrick Guillemin : Lambert

## Production
Le film avait été à l'origine confié à Bill Peet puis à Ralph Wright, d'où leurs présences comme scénaristes, avant de finir entre les mains de Jack Hannah.

## Le personnage
Lambert est un personnage de Disney héros du film homonyme. Il est déposé par les cigognes auprès d'une brebis qui l'élève comme son fils. Lambert est de caractère bêlant ce qui lui vaut les moqueries des agneaux du troupeau. Mais sa nature de lion sera utile contre un loup qui s'attaque à sa mère.
Dans le film le personnage de Lambert est amené d'une manière similaire à Dumbo (1941).
Le personnage de Lambert est graphiquement proche du lion de Social Lion (1954), mais ce dernier vit en Afrique.

## Distinction
Le film a été sélectionné pour l'Oscar du meilleur court-métrage d'animation en 1952.